# Platanthera florentia
Platanthera florentia är en orkidéart som beskrevs av Adrien René Franchet och Paul Amédée Ludovic Savatier. Platanthera florentia ingår i släktet nattvioler, och familjen orkidéer. Inga underarter finns listade i Catalogue of Life.